# Glipa sanfilippoi
Glipa sanfilippoi es una especie de coleóptero de la familia Mordellidae.

## Distribución geográfica
Habita en  Sierra Leona.